# Enicospilus latus
Enicospilus latus là một loài tò vò trong họ Ichneumonidae.